# 2360 Volgo-Don
2360 Volgo-Don eller 1975 VD3 är en asteroid i huvudbältet som upptäcktes den 2 november 1975 av den ryska astronomen Tamara Smirnova vid Krims astrofysiska observatorium på Krim. Den har fått sitt namn efter Volga–Donkanalen i Ryssland.
Asteroiden har en diameter på ungefär 9 kilometer.